# Aeropuerto de Flin Flon
El Aeropuerto de Flin Flon (del inglés: Flin Flon Airport) (IATA: YFO, OACI: CYFO) está ubicado a 8 MN (15 km; 9,2 mi) al sureste de Flin Flon, Manitoba, Canadá.

## Aerolíneas y destinos
- Bearskin Airlines
  - The Pas / Aeropuerto de The Pas
  - Winnipeg / Aeropuerto Internacional de Winnipeg-Armstrong
  - Lynn Lake / Aeropuerto de Lynn Lake
- Calm Air
  - The Pas / Aeropuerto de The Pas
  - Winnipeg / Aeropuerto Internacional de Winnipeg-Armstrong